# 볼리비아친칠라쥐
볼리비아친칠라쥐(Abrocoma boliviensis)는 친칠라쥐과에 속하는 설치류의 일종이다. 볼리비아 마누엘 마리아 카발레로 지방에서만 발견된다. 자연 서식지는 볼리비아 내륙 운무림의 바위 지역이다.

## 서식지 및 생태
볼리비아친칠라쥐는 볼리비아의 운무림에서 살며 운무림의 바위 지역에 특수하게 분화되었다. 초식동물로 땅을 파고 지낸다. 새끼는 비교적 긴 임신 기간 이후에 조숙한 상태로 태어난다.